# Vida Caetano
Vida Aurora Caetano (* 2. April 2001) ist eine brasilianische Leichtathletin, die sich auf den Sprint spezialisiert hat.

## Sportliche Laufbahn
Erste Erfahrungen bei internationalen Meisterschaften sammelte Vida Caetano im Jahr 2019, als sie bei den U20-Südamerikameisterschaften in Cali in 46,11 s die Silbermedaille mit der brasilianischen 4-mal-100-Meter-Staffel gewann. 2021 siegte sie dann in 44,91 s gemeinsam mit Ana Cláudia Lemos, Ana Azevedo und Micaela de Mello im Staffelbewerb bei den Südamerikameisterschaften in Guayaquil. Mitte Oktober siegte sie dann in 44,48 s auch bei den U23-Südamerikameisterschaften ebendort im Staffelbewerb. Im Dezember belegte sie bei den erstmals ausgetragenen Panamerikanischen Juniorenspielen in Cali in 11,83 s den siebten Platz über 100 m und gewann in 44,04 s die Silbermedaille im Staffelbewerb hinter dem kolumbianischen Team. Im Jahr darauf gewann sie bei den U23-Südamerikameisterschaften im heimischen Cascavel in 11,55 s die Silbermedaille über 100 Meter hinter der Ecuadorianerin Anahí Suárez und sicherte sich im Staffelbewerb in 44,57 s die Silbermedaille hinter dem Team aus Ecuador. Kurz darauf gewann sie bei den Südamerikaspielen in Asunción in 45,43 s gemeinsam mit Ana Azevedo, Gabriela Mourão und Micaela de Mello die Bronzemedaille hinter den Teams aus Kolumbien und Chile. 

## Persönliche Bestzeiten
- 100 Meter: 11,52 s (+0,8 m/s), 17. Dezember 2020 in Bragança Paulista
- 200 Meter: 23,62 s (+0,1 m/s), 18. Dezember 2020 in Bragança Paulista